# 馬森 (作家)
馬森（1932年10月3日—2023年12月3日），山東省齊河縣人，華人戲劇家與小說家。

## 生平
1932年10月3日生於山東省齊河縣。少年時期曾於濟南、北京、淡水、宜蘭等地就讀中學。畢業於國立台灣師範大學國文系及國文研究所，1961年赴法國巴黎電影高級研究院（Institut des hautes études cinématographiques）研究電影與戲劇，並在巴黎大學漢學院博士班肄業。1965年在巴黎創辦、主編《歐洲雜誌》。然後繼續赴加拿大研究社會學，獲不列顛哥倫比亞大學（University of British Columbia）哲學博士學位。後旅居加拿大。
2023年12月3日於加拿大辭世，享耆壽91歲。

## 家庭
父親馬超群，母親孫希然。

## 外部連結
- 馬森老師 佛光大學[永久]
- 馬森的部落格 （页面存档备份，存于）